# Quirinus Krinkel
Quirinus Krinkel (Engels: Quirinus Quirrell) is een personage uit de Harry Potterboeken van de Britse schrijfster J.K. Rowling. Deze jonge tovenaar heeft zich gespecialiseerd in 'Verweer tegen de Zwarte Kunsten', en dit is tevens het vak dat hij doceert op Zweinstein. De voornaam van professor Krinkel is nooit door Rowling bekendgemaakt in de boeken, maar op Pottermore wordt de voornaam wel gegeven, Quirinus, afgeleid van een Romeinse god die ook wel geassocieerd wordt met oorlog.

## Zijn jeugd
Over de jeugd van professor Krinkel is relatief weinig bekend. Men weet wel dat hij een prima stel hersens heeft en deze ten volle benutte toen hij nog gewoon uit boeken leerde. Vóór zijn wereldreis was hij leraar Dreuzelkunde op Zweinstein. Door Pottermore is het ook bekend dat Krinkel in Ravenklauw zat.

## Wereldreis
Nadat professor Krinkel enkele jaren op Zweinstein had gewerkt als leerkracht Dreuzelkunde, besloot hij een jaar vrij te nemen om veldwerk te gaan doen; hij wilde zijn horizon graag verbreden. Op zijn reis ging er echter het een en ander mis: hij ontmoette Heer Voldemort, de grootste duistere tovenaar sinds tijden, die op dat moment echter gereduceerd was tot een schim. Voldemort wist Krinkel te overtuigen van zijn eigen ideeën en om zijn veranderde ideologie te verhullen, veinsde Krinkel na zijn wereldreis dat hij getraumatiseerd was door enkele onaangename ontmoetingen. Hij ging voortaan door het leven als een bange, stotterende persoon.

## Na zijn wereldreis
Met het doel om Voldemort zijn eigen lichaam terug te geven, liet Voldemort Krinkel vanaf dat moment pogingen wagen om de Steen der Wijzen te stelen. Toen bleek dat Krinkel een inbraak bij de bank Goudgrijp (waar de Steen lag) verkeerd gepland had, besloot Voldemort hem nauwlettender in het oog te houden. Voldemort trad in het lichaam van Krinkel, hij leefde daar als een soort parasiet en zijn gezicht was op het achterhoofd van Krinkel gegroeid. Hierdoor ging Krinkel een tulband dragen. Zo heeft professor Krinkel één schooljaar lang lesgegeven in Verweer tegen de Zwarte Kunsten. Uiteindelijk probeerde hij de Steen der Wijzen, die op Zweinstein bewaakt werd, opnieuw te stelen. Hij stuitte echter op Harry Potter, die koste wat het kost wilde verhinderen dat Krinkel de Steen te pakken zou krijgen (dan zou Voldemort immers herrijzen). Door professor Krinkel aan te raken deed Harry hem verbranden, omdat de met haat gevulde Voldemort niet tegen de liefde, die Harry in zich heeft, kan. De schim van Voldemort verliet daarop het lichaam en professor Krinkel stierf.

## Meningen over het karakter van Krinkel
Sommige fans van de Harry Potterboeken zijn van mening dat Krinkel zelf een machtswellustig karakter heeft en dat hij daarom koos voor de zijde van Heer Voldemort. Anderen echter menen dat hij dit niet zozeer zelf heeft gekozen. Hij was er zelfs ongelukkig mee, maar toen was er al geen weg terug meer. De boeken van Rowling geven geen uitsluitsel over de vraag welke van deze twee theorieën juist is.